# Erik Essen-Möller
Erik Essen-Möller, född 4 februari 1901 i Lund, död där 12 november 1992, var en svensk läkare och professor, son till Elis Essen-Möller, far till Anders Essen-Möller och morfar till artisten Niels Jensen.

## Biografi
Essen-Möller blev medicine doktor och docent i medicinsk ärftlighetsforskning i Lund 1935, docent i psykiatri där 1939 samt professor i sistnämnda ämne vid Karolinska institutet 1943. Redan året därpå återvände han till Lund, där han var professor i psykiatri 1944–67. År 1947 inledde han tillsammans med några medarbetare Lundbystudien som är en klassisk studie om förekomsten av olika personlighetstyper och psykiska sjukdomar hos befolkningen i Dalby och Bonderup utanför Lund. Essen-Möller var projektledare för studien fram till 1967, då professor Olle Hagnell efterträdde honom.
Essen-Möller är begravd på Norra kyrkogården i Lund.